# Nunggal Sari
Nunggal Sari is een bestuurslaag in het regentschap Banyuasin van de provincie Zuid-Sumatra, Indonesië. Nunggal Sari telt 1535 inwoners (volkstelling 2010).